# The Super Dimension Fortress Macross: Do You Remember Love?
Макросс: Помнишь ли нашу любовь? (англ. The Super Dimension Fortress Macross: Do You Remember Love?, сокращённо DYRL, яп. 超時空要塞マクロス　愛・おぼえていますか Тё Дзику Ёсай Макуросу: Ай Обоэтэ Имасу ка) — полнометражный анимационный фильм в стиле космооперы и мехи, основанный на сериале «Гиперпространственная крепость Макросс». В редактированном западном релизе на видеокассетах получил название Macross: Clash of the Bionoids. Фильм является сокращённой версией событий оригинального сериала с добавлением нового материала. Вначале сюжет не вписывался в хронологию Макросса и признавался изменённой историей, но спустя некоторое время занял достойное место во вселенной. Его сюжетная линия упоминается в «Макросс 7». В фильме сочетаются традиционные для Макросса поп-музыка, трансформирующиеся роботы и любовный треугольник. В 1993 году на основе событий, происходящих в фильме, была выпущена видеоигра The Super Dimension Fortress Macross: Scrambled Valkyrie, временные рамки которой отнесены немного позже по отношению к основному сюжету.

## Сюжет
Сюжет вращается вокруг молодого пилота Хикару Итидзё, его возлюбленной из Макросс-сериала Мисы Хаясэ и начинающей певицы Лин Минмэй. Эта история происходит на фоне беспощадной войны между людьми и Зентради (великанами-мужчинами), обладающими космическим флотом из миллионов кораблей. Зентради и Мельтанди (великаны-женщины) живут отдельно друг от друга и являются врагами друг другу. В ходе войны уничтожается практически всё живое на планете Земля со всеми её жителями. В живых остаются исключительно экипаж Макросса и его жители. Во время этой войны Миса Хаясэ и Хикару Итидзё оказываются на выжженной войной Земле, где находят город-крепость «Протокультуры» и подают сигнал Макроссу. В момент отчаяния разыгрывается одна из самых сильных сцен фильма — обед за столом из древних приборов между Мисой и Хикару. Там же находятся слова древней песни, которые Миса забирает с собой на прибывший Макросс. Как и в сериале, в фильме большое значение уделено песням Лин Минмэй, которые послужили самым главным оружием землян в их борьбе с Зентради. Приобщившись к культуре землян, услышав песни Лин Минмэй и познав, что такое чувства, Зентради и Мельтанди объединяются с землянами для уничтожения Лорда Бодолза — главнокомандующего великанов.

## Роли озвучивали
| Актёр             | Роль                |
| ----------------- | ------------------- |
| Арихиро Хасэ      | Хикару Итидзё       |
| Мари Иидзима      | Линн Минмэй         |
| Мика Дои          | Миса Хаясэ          |
| Акира Камия       | Рой Фоккер          |
| Норико Охара      | Клаудиа ЛаСалль     |
| Кацуми Судзуки    | Хаяо Какидзаки      |
| Сё Хаями          | Максимилиан Джениус |
| Эри Такэда        | Милия 639           |
| Митио Хадзама     | Бруно Дж. Глобал    |
| Санаэ Миюки       | Шамми Миллиоме      |
| Хироми Цуру       | Ким Кабирова        |
| Рун Сасаки        | Ванесса Лейрд       |
| Хиротака Судзуоки | Линн Кайфун         |
| Эйдзи Каниэ       | Влитвэй 7018        |
| Рюносукэ Обаяси   | Эксседол 4970       |
| Осаму Итикава     | Голг Боддол Зер     |
| Ёсино Охтори      | Морук Лапламиз      |
| Юити Мэгуро       | Квамзин 03350       |
| Икуя Саваки       | председатель        |
| Томомити Нисимура | конферансье         |
| Кэнъю Хориути     | телерепортёр        |
| Нобуо Тобита      | официант            |
| Сигэру Накахара   | гость               |

## Выпуск
Фильм вышел в Японии на VHS и LaserDisc в 1984 году. Проблемы возникли в 1987 году, когда дистрибьютор Toho заказал дубляж в Гонконге, где на малобюджетной студии, с привлечением англоговорящих китайцев и австралийских мигрантов, провал оказался неизбежен. В США он был выпущен Celebrity Home Entertainment в 1988 году как Macross: Clash of the Bionoids в импринте Just For Kids и стал ещё более непривлекательным для просмотра из-за удаления 22 минут, включавших большую часть насилия и японские песни. В 1994 году компания Kiseki издала фильм в Великобритании и Австралии в двух версиях: дубляже Toho и Perfect Edition от Bandai с субтитрами. В 2007 году появились японские DVD с реставрацией — HD Remastered Memorial Box. Что удерживало Macross: DYRL от надлежащего переиздания за рубежом, так это многолетняя судебная тяжба за исключительное право на франшизу между Harmony Gold USA, Studio Nue и Big West, которая разрешилась только в 2021 году. 
В 2016 году редактор Anime News Network Майкл Тул съездил в Японию и купил Blu-ray Macross: Do You Remember Love?, потому что диск не подвергался цензуре. В более раннем выпуске 2012 года были вырезаны несколько жестоких фрагментов (оторванные и растоптанные головы). Режиссёры анимации имели большую свободу, поэтому Итиро Итано мог вставить шокирующие сцены. Неизвестно, кто решил переделать, владелец Big West или создатель Сёдзи Кавамори. В любом случае, изменения сразу же заметили и осудили поклонники. Новое издание Bandai Visual не содержит сомнительных редакций и выигрывает у предыдущего. Смотря фильм, если процитировать Кристофера Ли из «Последнего единорога», можно почувствовать себя по-настоящему молодым, вопреки возрасту. Когда-то на блошином рынке было трудно достать пиратскую VHS Robotech: The Movie c зелёной ксерокопированной обложкой и напечатанным на пишущей машинке небольшим шрифтом.
Формат — 1.85:1 (1080p). Звук — DTS-HD Master Audio 5.1 и LPCM 2.0. Выполнен ремастеринг: уменьшена зернистость, скорректирована обрезка кадров, улучшено качество изображения. Аудиокомментарии предоставили актёры Мика Дои, Акира Камия, Сё Хаями, Эри Такэда, звукорежиссёр Ясунори Хонда, режиссёр Сёдзи Кавамори, художники и дизайнеры Кадзутака Миятакэ, Харухико Микимото, Тосики Хирано, контролёр анимации Наруми Какиноути и модератор Рюсукэ Хикава. Обложку нарисовали Харухико Микимото и Хидэтака Тэндзин. 
В 2024 году права на трансляцию приобрёл Disney+, но показ фильма, как и оригинального сериала, осуществляется только в Японии. Напротив, Flash Back 2012 доступен пользователям сервиса по всему миру.
В честь 40-летия Macross: Do You Remember Love? Bandai анонсировала ремастированную версию 4K, которая вышла 29 января 2025 года на Ultra HD Blu-ray (2160p) и Blu-ray (1080p) как специальное ограниченное издание. Оригинальная 35-мм плёнка была отсканирована с использованием новейшей технологии для достижения высокого качества. Звук представлен в DTS-HD Master Audio 5.1, а также LPCM 2.0 и моно. К дискам прилагаются новые иллюстрации Харухико Микимото, 24-страничная книга, а также видеобонус «Angel's Paint» из Flash Back 2012.

## Компьютерные игры
Игры по фильму выходили только в Японии, среди них:
- Super Spacefortress Macross (аркадный автомат) 1992, издание 2024 на Nintendo Switch и PlayStation 4[22]
- The Super Dimension Fortress Macross: Scrambled Valkyrie (Super Famicom) 1993[23][24][25]
- The Super Dimension Fortress Macross: Do You Remember Love? (Sega Saturn, PlayStation) 1997, 1999[26][27]
- The Super Dimension Fortress Macross (PlayStation 2) 2003[28]

## Музыка
Начальная композиция:
1. «Prologue», в исполнении Кэнтаро Ханэды

Завершающая композиция:
1. «An Angel's Paints» («Ангельские краски»), в исполнении Мари Иидзимы[29]

Прочие композиции:
- «My Boyfriend's a Pilot»

- «Little White Dragon»

- «0-G Love» («Любовь в невесомости»)

- «Sunset Beach»

- «Cinderella»

- «Silver Moon, Red Moon»

- «Do You Remember Love?»

Саундтрек вышел 21 июля 1984 года на грампластинках Victor Entertainment. Композитором и аранжировщиком выступил Кэнтаро Ханэда, кроме песен «Do You Remember Love?» (музыка — Кадзухико Като, слова — Кадзуми Ясуи, аранжировка — Нобуюки Симидзу) и «An Angel's Paints» (музыка и слова — Мари Иидзима, аранжировка — Нобуюки Симидзу). Мелодии исполнил Healthy Wings Orchestra. Звукорежиссёр — Морихиро Нагата, сведение — Рёити Мураока.
«Do You Remember Love?» стала хитом и неоднократно перепевалась различными исполнителями, среди которых: Томо Сакураи (Macross 7 Mylene Jenius Sings Lynn Minmay, 1995), Асами Имаи (The Idolm@ster Radio Top×Top!, 2007), Харуко Момои (More&more quality RED 〜Anime song cover〜, 2008), Мэгуми Накадзима (Seikan Hikou / Ranka Lee = Megumi Nakajima, 2008), Move (Anim.o.v.e 01, 2009), Elisa (Rainbow Pulsation ～the Best of Elisa～, 2012) и Walküre: Дзюнна Сакаи, Минори Судзуки, Киёно Ясуно, Нодзоми Нисида и Нао Тояма (Walküre Trap!, 2016). В 2002 году Иидзима спела композицию под фортепиано в альбоме Mari Iijima Sings Lynn Minmay.

## Критика и отзывы
На премии Animage за лучшее аниме 1984 года Macross: Do You Remember Love? получил второе место, уступив «Навсикае из Долины ветров». По итогам голосования, проведённого NHK с 1 марта по 21 апреля 2019 года, Macross: Do You Remember Love? тоже занял второе место в рейтинге выпусков франшизы. Журнал Paste дал 17 позицию в списке 100 лучших аниме-фильмов. Борис Иванов из редакции сайта Hi-Fi.ru поставил Macross: Do You Remember Love? на 53 место среди 100 лучших аниме за всю историю кино.
Синъитиро Ватанабэ рассказал, что в 1984 году посмотрел три фильма: «Навсикая из Долины ветров», Urusei Yatsura 2: Beautiful Dreamer и Macross: Do You Remember Love?. Благодаря этому он решил заняться аниме, которое впечатлило его больше, чем кино.
Основатель сайта Anime News Network Джастин Севакис в рубрике Buried Treasure назвал Macross: Do You Remember Love? больше чем фильмом. Это незыблемая основа. Она визуально поражает и сегодня, несмотря на 1984 год. Для отаку и аниматоров это Святой Грааль, вершина аниме и творчества нердов, для японской научной фантастики так же важно, как «Звёздные войны». Поклонники много раз делали субтитры. Фильм демонстрирует сложность ручной работы, что было редкостью даже во времена расцвета экономики «пузыря». Зрелищных моментов достаточно, от знаменитого хаотичного ракетного обстрела (специализация аниматора Итиро Итано) до замысловатых мех Кадзутаки Миятакэ и ставшего классическим дизайна персонажей Харухико Микимото (глаза как у лани). Эффекты можно найти в каждом последующем меха-боевике. Кажется, что почти все, кто участвовал в производстве, стали известными: Кодзи Моримото, Ютака Идзубути, Такаси Накамура и другие. В Macross: DYRL есть мелодичный ностальгический тон, как будто родственник рассказывает старую байку. Получилось отступление от сериала. Но здесь нет технических ограничений телевизионной анимации начала 1980-х годов. Кульминация, последняя битва войны, ошеломляет. Когда Минмэй начинает исполнять песню, а космические корабли взрываются, фильм превращается из интригующего в чарующий. «Ai Oboete Imasu ka» — не детская вещь, которую все слышали ранее, а взрослая композиция, ритмичная и нежная, дань тем вещам, что забыли Зентради. Результат завораживает и внушает благоговение. Какой бы нелепой ни была идея вести войну с помощью поп-песни или любой другой абсурдности, Macross заставляет людей поверить. Он создаёт мир будущего, настолько красочный и захватывающий, что, несмотря на трудности, в нём хочется жить. Красивая и талантливая Минмэй, невинная певица-идол и объект исполнения желаний фанатов, играет важную роль. Сама девушка не представляет ничего особенного — в течение многих лет она фактически доминировала в списке раздражающих аниме-персонажей, пока не вышла «Таинственная игра». Для примера в реальной жизни можно вспомнить карьеру Сэйко Мацуды. Звёзды-идолы важны для того, чтобы дарить мечты и затрагивать чувства, но их лучше держать на расстоянии. Хикару выстраивает отношения наряду с собственным взрослением. Он вынужден выбирать между юной неопытной Минмэй и зрелой Мисой Хаясэ. Миса не совсем рада тому, что маленькая поп-принцесса рядом, хотя признаёт её значение для поддержания морального духа на борту Макросса. Именно принятие детских мечтаний даёт возможность найти ключ к победе. В конце концов, выбор молодого человека очевиден. 
Многие обзоры 1980-х годов начинаются со слов «первое аниме, запавшее в душу», «нравится и уважаю, потому что впечатлило по молодости и неопытности, было началом пути». Macross: Do You Remember Love? некоторые увидели после знакомства с «Призраком в доспехах», «D: Охотником на вампиров», «Евангелионом» и т.д. Тем не менее, просмотр доставил массу удовольствия. DYRL — второй из списка франшизы, альтернативно рассказывающий линию первого сериала и не сильно с ним связанный. Винить фильм в несостыковках с оригиналом не стоит, он целостный и самодостаточный. В основе сюжет остаётся прежним. Название себя оправдывает — история любви доминирует посреди довольно интересной научной фантастики. Хикару Итидзё красив, силён и по-взрослому ценит человеческую жизнь. Развязка любовного треугольника вышла красивой и правильной. Продолжительность позволяла раскрыть как чувства, так и экшен. К финалу открывается тайна создания всех рас, их предназначение и значимость культуры для каждого мыслящего существа. Несомненно, такие эстетические ценности нужно прививать людям. Длительность может негативно сказаться на общем впечатлении, 15 минут кажутся необязательными. Если что-то осталось неясным — ответы даны в оригинальном сериале. Художественное исполнение на уровне 1984 года. По стилю графика очень напоминает Bubblegum Crisis и является большим минусом для любителей чёткой и детальной картинки. Однако фильм сделан добротно, художники потратили немало сил на каждый кадр. Средства и методы того времени не позволяли создать новые «Звёздные войны», хотя сцены космических боёв выглядят хорошо. Дизайн персонажей типичен для тех лет: как фигуры людей, так и причёски. Эффекты простые по современным меркам, есть обнажённая натура в пределах разумного. Macross: DYRL можно считать лёгким и приятно сбалансированным. Другим графическим минусом является слишком тёмное изображение. Иногда разницу между задним фоном и волосами героя практически не видно. Светлых сцен очень мало. Невозможность полностью детализировать большие сцены свидетельствует о производственных ограничениях. Цветовая гамма — преобладают оттенки серого, синий и оранжево-желтый, насыщенность слабая. Музыка далеко не последняя: популярная певица, главная тема «Do You Remember Love?», саундтрек лёгкий, негромкий и мелодичный. Здесь правит бал красота, как в исполнении, так и в композиции. Существует продолжение Macross: Flash Back 2012 — прощальный концерт Линн Минмэй. Сериал 1982—1983 годов и DYRL не раз нарушали каноны меха-аниме, сделав Macross не менее любимым, чем Gundam. В итоге фильм заслуживает высокой оценки, если не судить по нынешним завышенным стандартам.
THEM Anime оценил на три из пяти звёзд. Поскольку обзор Clash of the Bionoids — дублированной «адаптации» вышел резко отрицательный, то было решено посмотреть оригинал, чтобы показать в рецензии сильные и слабые стороны фильма. Итак, настоящий Macross: DYRL. Первое, что зрители заметят, это графика. Для середины 1980-х годов она великолепна, а дизайн Харухико Микимото более реальный и насыщенный, чем в сериале, что говорит о многом. У некоторых фанатов аниме хранятся постеры, особенно с Линн Минмэй. Озвучивание на высоте, никакого рычания Зентради. Хотя несправедливо сравнивать музыку Макросса с американским аналогом, следует отметить, что талантливая Мари Иидзима делает любой англоязычный голос Минмэй смехотворным (даже не стоит упоминать «Роботек»). Показательно, что Иидзима продаёт компакт-диски спустя 20 лет после того, как единственная роль сделала её звездой. Необходимо иметь в виду, что сюжета сериала здесь нет, несоответствие сценария приводит к «дырам размером с SDF-1». Рецензент надеялся, что изменение сделано намеренно, но в любом случае такое раздражало. По крайней мере, создатели правильно ввели персонажей, актёры повторили свои роли как полагается, а также немного философствовали. Несмотря на то, что DYRL является общепризнанной адаптацией и классикой космической оперы аниме, фильм стал жертвой необдуманного западного редактирования и времени (более совершенных технологий анимации). Даже за два часа он кажется сжатым и не таким удовлетворительным, как оригинальный сериал. Непонятно, должен ли DYRL быть эпопеей сам по себе или прибылью на франшизе. Похоже, он предвосхищает тенденцию альтернативных вселенных на несколько лет (как и его «собрат» Super Dimension Century Orguss). Вышел интересный эксперимент: что считать каноном, а что апокрифом. Чистая семантика в вымышленном сеттинге забавна, пока она не слишком увлекает (как Tenchi Muyo!). Если люди хотят увидеть своих любимых персонажей на большом экране, то Macross: Do You Remember Love, безусловно, подходит. Однако не нужно относиться к этому слишком серьёзно. Картина не упускает возможностей излишней мелодрамы, тем не менее, опережает западную версию на несколько световых лет. Слабая история и запутанный сюжет мешают данному аниме быть настолько хорошим, каким следует. Поклонники могут добавить одну звезду и ждать, что когда-нибудь фильм выпустят должным образом.